# Laseraufsatz

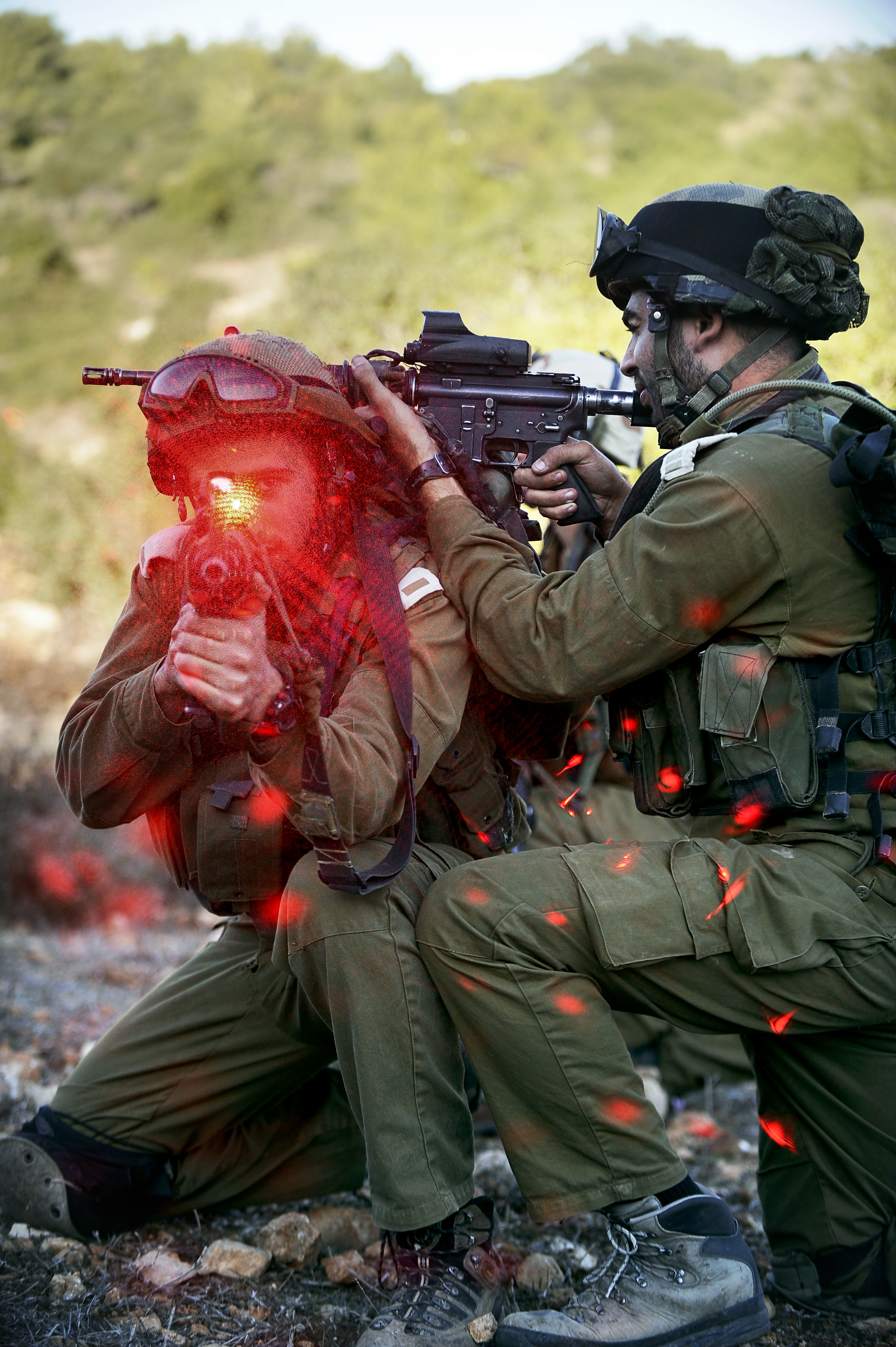
Laserzielhilfe beim Training der Israelischen Streitkräfte

Der Laseraufsatz, auch Laservisier, Ziellaser oder Laserzielvorrichtung, bezeichnet eine auf eine Schusswaffe montierbare Zielhilfe, die aktiv einen Laserstrahl parallel zum Lauf der Waffe ausstrahlt. Der Laserstrahl wird als roter oder bei neueren Modellen als grüner Punkt dort sichtbar, wo der Strahl auftrifft. Hauptsächlich bei Deutschuss, d. h. ohne Nutzung konventioneller Zielhilfen, dient der Laseraufsatz zum Zielen. Im Gegensatz zur Laserzielhilfe entsteht beim Rotpunktvisier ein Punkt nur im Visier, nicht jedoch am Ziel.
Die erste Firma, die Waffenlaser anbot und somit als Erfinder derselben gilt, ist die in den U.S.A. beheimate Firma Surefire.
In Deutschland sind jegliche Zielmarkierungen, die für Schusswaffen und ihnen gleichgestellte Gegenstände bestimmt sind, verbotene Waffen nach Anlage 2 Abschnitt 1 WaffG.

## Vorteile
- Der Schütze kann bei relativ kurzer Distanz genau sehen, wo das Projektil einschlagen wird.
- Wird in einem Polizeieinsatz aktive Zielbeleuchtung durch einen Präzisionsschützen angewendet, kann ein krimineller Täter möglicherweise aus psychologischen Gründen veranlasst werden, aufzugeben, da er jetzt weiß, dass er sich im Visier des Schützen befindet.

## Nachteile
- Ein roter Laser kann bei Tageslicht u. U. nicht gesehen werden.
- Eine anvisierte Person könnte den Lichtpunkt wahrnehmen und sich aus dem Gefahrenbereich begeben.
- Auf weite Entfernung ineffektiv, da ein Laser (unabgelenkt) stets  gerade ist, ein Geschoss jedoch schwerkraftbedingt eine ballistische Kurve bodenwärts beschreibt und durch äußere Einflüsse (Wind, Temperatur etc.) abgelenkt werden kann.
- Wird in einem Polizeieinsatz aktive Zielbeleuchtung durch einen Präzisionsschützen angewendet, kann ein krimineller Täter möglicherweise aus psychologischen Gründen veranlasst werden, Gewalttaten aus zu üben, da er jetzt weiß, dass er sich im Visier des Schützen befindet und er keinen Ausweg mehr sieht.